# Davide Di Gennaro
Davide Di Gennaro (Milán, Italia, 16 de junio de 1988) es un futbolista italiano que juega para el Gladiator 1924 de la Serie D.

## Trayectoria internacional
Disputó 5 encuentros con la selección de Italia sub-21.

## Clubes
| Club                            | País   | Año       |
| ------------------------------- | ------ | --------- |
| A. C. Milan                     | Italia | 2006      |
| Bologna F. C. 1909 (cedido)     | Italia | 2007-2008 |
| Genoa C. F. C.                  | Italia | 2008      |
| Reggina (cedido)                | Italia | 2008-2009 |
| A. C. Milan                     | Italia | 2009      |
| A. S. Livorno (cedido)          | Italia | 2010      |
| Calcio Padova (cedido)          | Italia | 2010-2011 |
| Modena F. C. (cedido)           | Italia | 2011-2012 |
| Spezia Calcio                   | Italia | 2012-2013 |
| U. S. Palermo                   | Italia | 2013-2014 |
| Vicenza Calcio (cedido)         | Italia | 2014-2015 |
| Cagliari Calcio                 | Italia | 2015-2017 |
| S. S. Lazio                     | Italia | 2017-2021 |
| U. S. Salernitana 1919 (cedido) | Italia | 2018-2019 |
| S. S. Juve Stabia (cedido)      | Italia | 2019-2020 |
| Cesena F. C.                    | Italia | 2021      |
| S. S. C. Bari                   | Italia | 2021-2022 |
| Taranto F. C.                   | Italia | 2022      |
| S. S. D. Portici 1906           | Italia | 2022-2023 |
| San Marzano Calcio              | Italia | 2023-2024 |
| Gladiator 1924                  | Italia | 2024-     |